# Martinho de Ataíde
Martinho de Ataíde (c. 1415 - 1499), 2.º conde de Atouguia, foi um fidalgo e diplomata português do século XV. Recebeu por doação do rei Henrique IV de Castela, em 1455, o senhorio das ilhas Canárias, que depois vendeu para o conde de Viana.

## Biografia
Era filho primogênito de D. Álvaro Gonçalves de Ataíde, 1.º conde de Atouguia e de D. Guiomar de Castro. Sucedeu no título, logo após a morte do pai, por carta de Afonso V de Portugal, datada de 14 de fevereiro de 1452. Foi, assim, 2.º conde de Atouguia, sendo-lhe o título mais tarde confirmado por cartas régias de 31 de Maio de 1482 e de 11 de Maio de 1487.
Ainda em vida de seu pai, em 2 de Setembro de 1451, recebeu um padrão (de juros) de 4 mil coroas de ouro, pagas à razão de 40 mil reais brancos anuais. No ano seguinte (15.02.1452) recebeu a doação do castelo de Monforte do Rio Livre e da terra de Vinhais.

### Missões em Ceuta e em Castela
Esteve com o pai na batalha de Alfarrobeira, do lado de D. Afonso V. O soberano, logo depois de o fazer conde, enviou-o numa missão a Ceuta, acompanhado por D. Fernando I, 4.º conde de Arraiolos e depois 2.º duque de Bragança (n. 1403 - f. 1478), com o objetivo de convencer o irmão do rei, o infante D. Fernando, futuro duque de Viseu, a regressar daquela praça portuguesa, onde ele pretendia ficar como fronteiro. A missão foi coroada de sucesso e pouco tempo depois D. Afonso V nomeou um dos irmãos do conde de Atouguia, D. Vasco de Ataíde, para Prior do Crato, em sucessão a um outro seu irmão, D. João de Ataíde, que precocemente falecera.
Em 1455, o monarca enviou D. Martinho em missão diplomática a Castela, pela qual recebeu a avultada quantia de 1355 dobras. Juntamente com sua mãe, D. Guiomar de Castro, foi encarregado de acompanhar a infanta D. Joana até Castela, para a celebração do seu casamento com o rei Henrique IV.

### Senhorio das ilhas Canárias
Nessa mesma ocasião, Ataíde - provavelmente em combinação com o infante D. Henrique - manifestou interesse em receber de Castela, por doação de Henrique IV, as ilhas Canárias. As ilhas (Grã-Canária, Tenerife e La Palma) seriam posteriormente vendidas por D. Martinho ao conde de Viana e finalmente - em 1466 - por este ao cunhado do rei, o infante D. Fernando. Na prática, porém, e apesar de todos os esforços para reclamar a posse das Canárias ao longo de boa parte do século XV, nunca Portugal conseguiu mobilizar os recursos necessários para as dominar.
O 2.º conde de Atouguia esteve também com o monarca na jornada a Tânger e participou ainda no encontro de D. Afonso V com o rei de Castela, em Gibraltar (1463).

### Período de relativo afastamento da corte
Porém, nos anos que decorreram entre o falecimento do infante D. Fernando, em 1470, e o final do reinado de D. Afonso V, D. Martinho passou a viver relativamente afastado da corte, onde até essa data tinha sido dos personagens com maior influência. Nesse mesmo ano de 1470, o assentamento da casa de Atouguia, de 102 mil reais, passou a ficar abaixo do montante concedido a casas próximas por laços de parentesco, como as de Marialva (linhagem: Coutinho), Monsanto (Castro) e Atalaia (Melo).

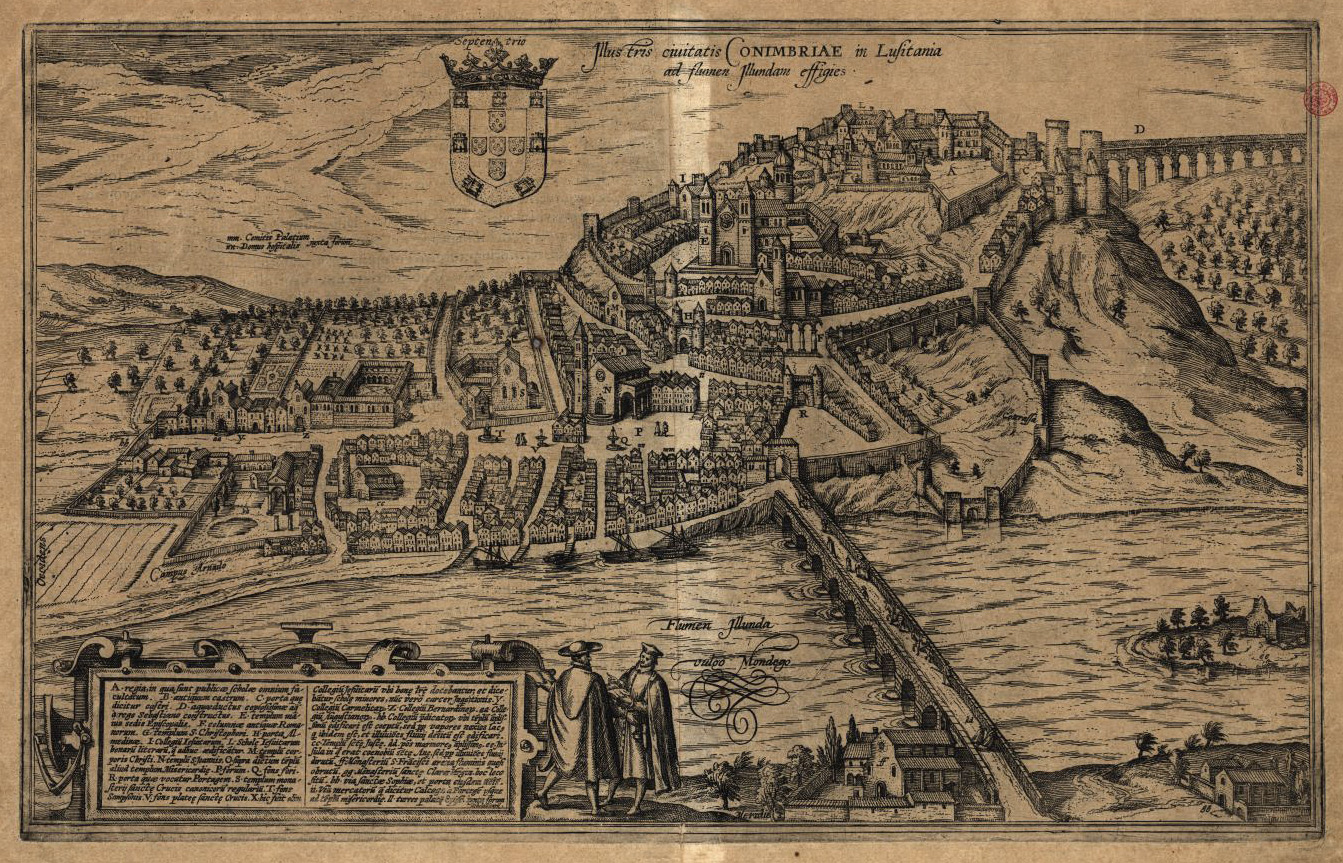
D. Martinho de Ataíde foi Alcaide do Castelo de Coimbra (em cima, numa gravura de Frans Hogenberg), em sucessão a seu pai

Acresce que um dos irmãos de D. Martinho - D. Álvaro de Ataíde -  acabou por herdar (em 1480) a casa dos Melos da Atalaia, como genro do 1.º conde desse título, D. Pedro de Melo, criando assim dentro da linhagem dos Ataídes uma casa potencialmente rival da de Atouguia. E o facto de o único filho varão de D. Martinho ter decidido seguir a vida religiosa, tomando voto de noviço aos 16 anos de idade, contra a vontade do pai foi mais um fator de complicação para a posição da casa de Atouguia na hierarquia dos condes portugueses, no último quartel do século XV.

### Não participação nas conjuras da nobreza contra D. João II
Após estes percalços, Martinho de Ataíde revelaria grande habilidade em manobrar no complexo ambiente cortesão de intriga política que marcou os primeiros anos do reinado de D. João II. Soube manter-se afastado dos eventos que levariam à execução do Duque de Bragança, D. Fernando II, em 1483. Numa célebre carta que escreveu de Cáceres (entre finais de 1482 e maio de 1483), em linguagem de código, ao Duque seu sobrinho, numa provável referência á trama contra o Rei que se estaria desenhando em círculos cortesãos, o conde de Atouguia demonstrou a sua prudência, ao aconselhar o Duque no sentido de  "tal nom deveis cuidar quanto mais cometer".
A casa de Atouguia conseguiu assim atravessar incólume o desfecho da alegada conjura, que acabaria por vitimar o Duque de Bragança. Da mesma forma, D. Martinho soube distanciar-se da subsequente conspiração do Duque de Viseu contra o Rei, que vitimaria destacados nobres portugueses, incluindo dois membros da família Ataíde - o irmão do conde, o acima referido D. Álvaro, que fugiu homiziado para Castela, e o filho deste, D. Pedro, degolado em Setúbal por crime de lesa-majestade.

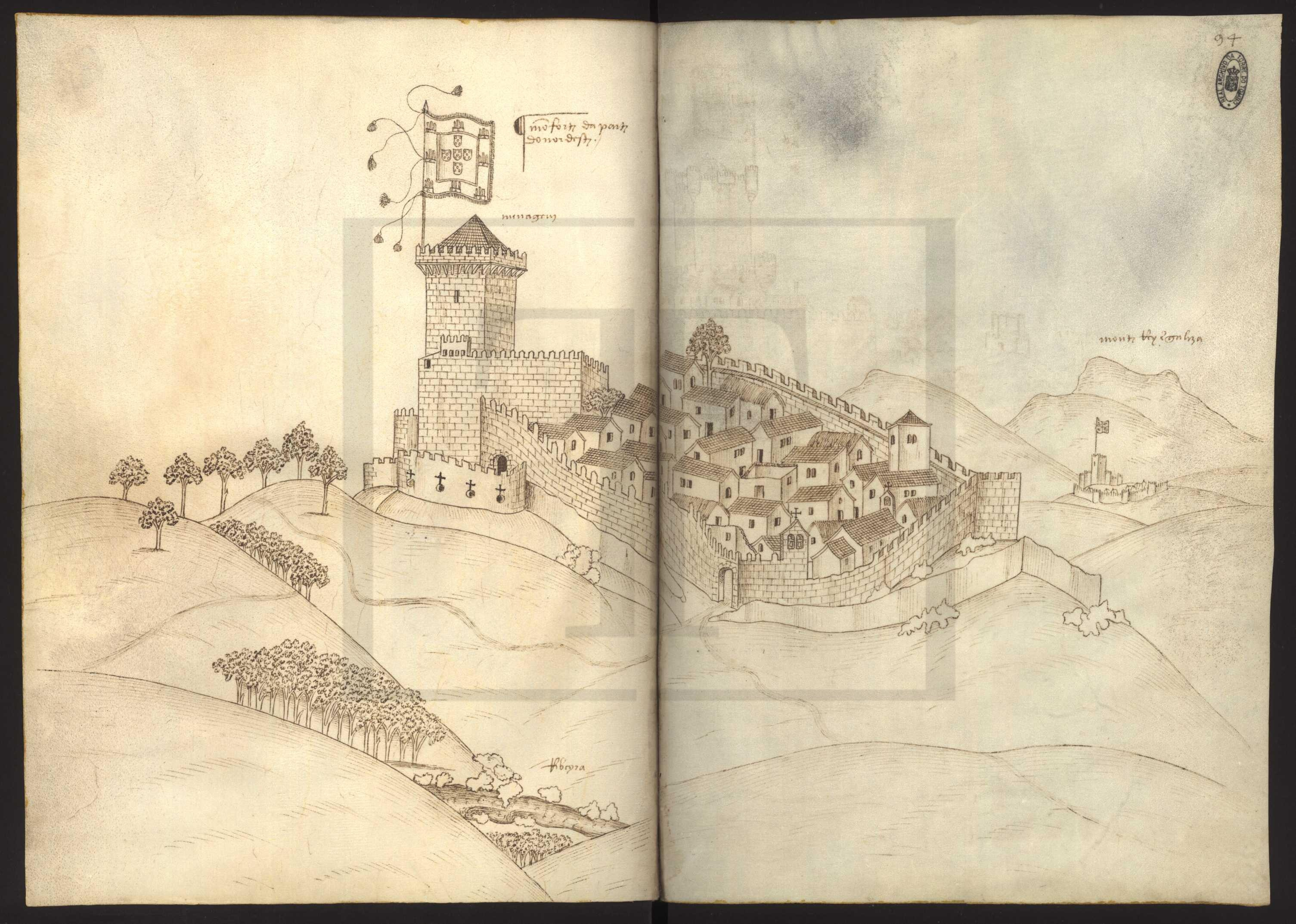
O Castelo de Monforte do Rio Livre doado a D. Martinho de Ataíde, no ano de 1452, pelo Rei D. Afonso V

### Outros títulos
Além de membro do conselho de D. Afonso V, D. Martinho foi capitão-mor dos reinos de Portugal e dos Algarves, e, desde 10.02.1452, alcaide-mor de Coimbra.
Foi também mordomo-mor do infante D. Fernando, irmão de D. Afonso V. Como senhor de Monforte do Rio Livre escreveu várias vezes para o rei que a vila se "encontrava muito despovoada por ser lugar muito frio, no extremo da Galiza, pela qual razão se podia perder na guerra".
Faleceu em 1498 ou 1499. Na data em que morreu, era um dos 10 condes existentes em Portugal.

## Descendência e sucessão no título
Casou duas vezes.
A 1.ª vez, por contrato de 22 de Setembro de 1451, em Lisboa em casa da noiva, sua prima co-irmã D. Catarina de Castro (? - 1 de Novembro de 1453), já viúva de D. Álvaro Vaz de Almada (conde de Abranches). Sem geração.
Casou pela 2.ª vez (em 18 de Abril de 1457) com D. Filipa de Azevedo, filha de Luís Gonçalves Malafaia, vedor da Fazenda, um dos Doze de Inglaterra, Embaixador a Castela, etc. e irmã do bispo do Porto D. João de Azevedo. Por este casamento recebeu do rei Afonso V, uma doação vitalícia de uma tença anual de 20.000 reais. A condessa de Atouguia, já depois de viúva, em 1519, instituiu o Morgado de Vaqueiros.
Do 2.º casamento teve um filho:
- D. João de Ataíde, casado com D. Brites da Silva, filha do 1.º conde de Penela; não sucedeu no título nem na casa, sendo uma das razões para a não sucessão o facto de ter decidido, ainda em vida do pai, fazer-se frade na Ordem de São Francisco; faleceu no ano de 1507.[19][6] Entre outros filhos teve, como primogênito:
  - D. Afonso de Ataíde, que herdou a casa do avô e foi 3.º senhor da vila de Atouguia, sem ter o título de conde. Foi alcaide-mor de Coimbra, serviu em África e faleceu em 1555.[6] Casou com D. Maria de Magalhães, filha de Fernão Lourenço da Mina,[20] Teve vários filhos, incluindo os seguintes:
    - D. Martim Gonçalves de Ataíde, filho primogênito que não chegou a suceder na casa, pois faleceu em combate, na tomada da Fortaleza de Santa Cruz do Cabo de Gué, em 12 de Março de 1541[21]);
    - D. Luís de Ataíde (1516 - 10 de março de 1581, Goa) que acabaria por suceder no título do bisavô em 1577, por carta do rei D. Sebastião I, sendo assim o 3.º Conde de Atouguia (a quem Filipe I atribuiria depois o título de Marquês de Santarém).[22] Foi Vice-rei da Índia, em dois mandatos não subsequentes, tendo casado 3 vezes, mas sem deixar geração legítima que subsistisse;
    - D. Helena de Ataíde, que casou cerca do ano de 1545 com Tristão da Cunha (c. 1500 - 1571), comendador de S. Pedro de Torres Vedras,[23] neto do célebre navegador Tristão da Cunha; com geração, nos Condes de Pontével, de Povolide e de Sintra;
    - D. Brites de Ataíde, que casou cerca de 1535 com Cristóvão de Brito (irmão primogénito de Lopo de Brito, 2.º capitão de Ceilão), o qual fundou em 1559 um morgadio, que passaria depois por herança para os senhores da Honra de Barbosa.[24] [25]

Depois da morte sem sucessão do 3.º conde de Atouguia, e apesar de sua irmã Helena de Ataíde ter tido descendência, a casa e o titulo vieram a ser herdados pelos descendentes de uma sua tia paterna, D. Isabel da Silva de Ataíde (irmã de D. Afonso de Ataíde, acima referido).
Esta Isabel da Silva de Ataíde casou com Simão Gonçalves da Câmara, "o Magnífico" (1460 - 1530), 3.º capitão donatário do Funchal, senhor das vilas de Ponta do Sol e Calheta, e das Ilhas Desertas e Porto Santo, de quem foi a segunda mulher.
O neto deste casal, D. João Gonçalves de Ataíde, seria o 4.º conde de Atouguia.